# Hrabstwo Providence

Piramida wieku hrabstwa

Hrabstwo Providence – hrabstwo (ang. county) w stanie Rhode Island w USA. Populacja wynosi 621 602 mieszkańców (stan według spisu z 2000 r.).
Powierzchnia hrabstwa wynosi 1129 km². Gęstość zaludnienia wynosi 581 osób/km².

## Miasta
- Burrillville
- Central Falls
- Cranston
- Cumberland
- East Providence
- Foster
- Glocester
- Johnston
- Lincoln
- North Providence
- North Smithfield
- Pawtucket
- Providence
- Scituate
- Smithfield
- Woonsocket

## CDP
- Chepachet
- Clayville
- Cumberland Hill
- Foster Center
- Greenville
- Harmony
- Harrisville
- Pascoag
- Valley Falls